# Rubus moluccanus
Espèce
Classification phylogénétique
Rubus moluccanus est une espèce de plantes à fleurs du genre Rubus et la famille des Rosaceae. C'est une ronce invasive.